# Шлосштрассе (станция метро)
Станция метро Шлосштрассе (нем. Schloßstraße) – станция Берлинского метрополитена в районе Штеглиц округа Штеглиц-Целендорф. Расположена на линии U9 между станциями Ратхаус Штеглиц и Вальтер-Шрайбер-Плац. Находится под улицей Шлосштрассе, между улицами Шильдхорнштрассе и Циммерманштрассе. В непосредственной близости от станции находится необычное здание Бирпинзель, торговые центры и базилика Розенкранц.
Строительство станции велось с 1971 по 1973 год, открытие состоялось 30 сентября 1974 года.

## История строительства
Станция планировалась как пересадочная между U9 и так и не открытой линией U10, поэтому представляет собой две островные платформы, расположенные на двух уровнях. Верхний уровень предназначен для поездов, следующих на север, нижний – для поездов, следующих на юг. В настоящий момент на каждой платформе используется только один путь.
Над проектом станции работало архитектурное бюро Шулер и Витте, которое также создавало проект Берлинского международного конгресс-центра и здания Бирпинзель. Помимо двух уровней с островными платформами есть уровень транспортной развязки. Все три уровня связаны между собой лестницами и лифтом.

## Оформление и расположение станции
Оформление станции типичное для семидесятых годов: в оформлении стен станционных залов сочетаются синие, жёлтые и красно-оранжевые элементы. Полы выполнены из фактурного бетона. Отделка лестничных холлов выполнена тёмной сине-зелёной кафельной плиткой.
Северный и южный выходы станции выходят по обе стороны улицы Шлосштрассе.

## Современное состояние
В 2013 году была запланирована модернизация станции в период с 2014 по 2017 годы. Был закрыт нижний зал станции, а поезда должны были следовать в обоих направлениях через верхний зал. Фактические работы начались в июле 2016 года, движение поездов на участке Вальтер-Шрайбер-Плац – Ратхаус Штеглиц было приостановлено до сентября 2016 года, также имели место кратковременные закрытия участка в 2018 году.
С 17 января 2020 года с северной стороны станции действует лифт, связывающий между собой станционные залы. Для безбарьерного доступа на станцию необходим также лифт, связывающий залы с поверхностью земли, его открытие запланировано на 2022 год.

## Культурное и историческое значение
С 2017 года станция Шлосштрассе вместе с рестораном Бирпинзелем и мостом Йоахима Тибуртиуса рассматривается как единый ансамбль и отнесена к памятникам архитектуры.